# Uebelmannia buiningii
Uebelmannia buiningii Donald 1968 es una especie de planta con flor en la familia Cactaceae. 

## Descripción
Es un cacto enano, solitario, cilíndrico, de 8 cm de diámetro; verde a rojo castaño, aterciopelado, con 2-4 espinas cortas y 4 más largas en cruz, rojizas y rápidamente al crecer pasan a  blanquecinas. Flores amarillas. 

## Ecología
Es endémica de Brasil.  Su hábitat natural es la sabana seca. No admite menos de 10 °C
Está amenazada por pérdida de hábitat. Lamentablemente, está al borde de la extinción, ya que toda su área de dispersión se ha agriculturizado. Ya está afectada por tala de plantas, fuego, y forrajeo de hacienda. Tiene su población fragmentada en diminutas subpoblaciones.
Se la ubica a 1.200 m s. n. m. en la "Serra Negra", Minas Gerais.